# Адил, Мухаммад
Мухаммад Адил Икбал (англ. Muhammad Adil Iqbal; урду محمد عادل اقبال‎; 9 июля 1992, Бахавалпур, Пенджаб) — пакистанский футболист, полузащитник. Выступает за сборную Пакистана.

## Биография

### Клубная карьера
Воспитанник дворового футбола, в детские годы работал уличным торговцем. В 14-летнем возрасте был замечен скаутами детской футбольной сборной Пакистана, позднее попал в команду «Пак Электрон» (Лахор). На взрослом уровне выступал за «Пак Электрон» с 2010 года в высшем дивизионе Пакистана. В 2011 году перешёл в один из сильнейших клубов страны — КРЛ («Khan Research Laboratories») из Равалпинди, в его составе стал двукратным чемпионом Пакистана, обладателем Кубка страны и финалистом Кубка президента АФК.
В начале 2014 года перешёл в киргизский клуб «Дордой» вместе с бывшим тренером сборной Пакистана Завишей Милосавлевичем и игроками сборной Калимулла Ханом и Саддамом Хусейном. В 2014 году стал чемпионом Кыргызстана, обладателем Кубка и Суперкубка страны, в 2015 году — серебряным призёром чемпионата. Принимал участие в матчах Кубка АФК.
После ухода из «Дордоя» числился в составах сингапурского «Тампинс Роверс» и команды четвёртого дивизиона Австралии «Хоксбери Сити», а также снова играл в Пакистане за КРЛ.

### Карьера в сборной
Выступал за сборные Пакистана младших возрастов, начиная с 14-летнего возраста, дебютным для него стал фестиваль футбола АФК U14 в Бангладеш. В составе олимпийской сборной Пакистана участвовал в Азиатских играх 2010 года, сыграл один неполный матч.
В национальной сборной Пакистана дебютировал 1 марта 2011 года в матче против Палестины. По состоянию на январь 2019 года сыграл 24 матча за сборную, не забив ни одного гола.